# Cacti
Cacti (Cactus) je nástroj pro tvoření grafů síťového provozu, který je designován jako frontend k RRDTool backendu. Je vyvíjen jako intuitivní a jednoduše použitelný nástroj, který je dobře škálovatelný. Ve většině případů se využívá k tvorbě grafů vytížení CPU a využití pásma ethernetových rozhraní, avšak lze ho stejně dobře využít pro monitoring volného místa na harddisku nebo počtu dotazů za sekundu na MySQL server.
Frontend je naprogramován v PHP, má propracovaný systém uživatelských práv a tak je občas využíván web hostingovými providery, hlavně pro zákazníky s dedikovanými servery, k zobrazení datových toků. 